# Esercito di Liberazione Nazionale (Bolivia)
L'Esercito di Liberazione Nazionale (in spagnolo: Ejército de Liberación Nacional) è stato un'organizzazione guerrigliera marxista-leninista operante in Bolivia tra gli anni sessanta e settanta del secolo scorso. Fu fondata dal segretario del Partito Comunista Boliviano Mario Monje e da Che Guevara e negli anni della guerra fredda fu appoggiata dal governo cubano di Fidel Castro e dall'Unione Sovietica. Strategicamente adottò la dottrina del focolaio, cioè credeva che un piccolo nucleo di guerriglieri sarebbe stato capace, con il suo esempio, di trascinare le masse in una rivoluzione socialista.
L'organizzazione cominciò ad operare nel 1966, nella guerriglia del Ñancahuazú, ma la dottrina del focolaio fallì e Guevara fu catturato ed ucciso nell'ottobre del 1967. Nell'agosto del 1973 si riunì alla Giunta di Coordinamento Rivoluzionaria per promuovere l'insurrezione nel Cono Sud. I regimi militari appoggiati dagli Stati Uniti risposero con l'operazione Condor nel corso dell'anno seguente.